# Erythrodiplax famula
Erythrodiplax famula är en trollsländeart som först beskrevs av Wilhelm Ferdinand Erichson 1848.  Erythrodiplax famula ingår i släktet Erythrodiplax och familjen segeltrollsländor. Inga underarter finns listade i Catalogue of Life.